# Veliti
Veliti (lat. velites) bili su laki pešaci u rimskoj vojsci, regrutovani iz najsiromašnijih društvenih slojeva. 

## Uloga
Od naoružanja imali su kožni šlem, okrugli štit, kratki mač, kratko koplje, luk ili praćku. U sastavu legije bilo ih je 1.200, pridavanih po 40 svakoj manipuli. U napadu su bili ispred prednje linije bojnog poretka (falanga), te su u rastresitom poretku počinjali borbu, a zatim se povlačili na krila, gde su bili oslonac konjici. U odbrani su popunjavali prostor između manipula, dok su u logorima upotrebljavani za straže na bedemima i ispred njih.

## Ukidanje
U I veku p.n.e. zamenili su ih rimski saveznički kontingenti i varvari.
- Тројица велита (са вучјим кожама уместо шлема) окружени легионарима; модерна реконструкција из 2012.

## Literatura
- Гажевић, Никола, ур. (1974). Војна енциклопедија. Београд: Војноиздавачки завод. стр. 423, том 10.